# Frank Waln
Frank Waln (* 2. August 1989 in der Rosebud Indian Reservation, South Dakota) ist ein Sicangu Lakota Sioux Rapper und Aktivist für die Rechte indigener Menschen in Amerika. Er wuchs auf der Familien Ranch mit seiner Mutter Mary Waln im Reservat auf. Er studierte mit einem Stipendium der Gates Millennium Scholarship, erst Medizin an der Creighton University in Omaha Nebraska (welches er nach 4 Semestern abbrach) und dann Musik auf dem Columbia College Chicago. Er hat einen Abschluss in Musik und Akustik. Mit seinem ersten Album Scars and Bars gewann er 2011 den NAMA Award, den er in den darauffolgenden Jahren noch dreimal gewann. Das Album wurde nur mit einem Computer und einem Keyboard produziert. Im selben Jahr gewann er mit seiner Gruppe Nake Nula Waun, Waln den ROCKWiRED Radio Music Award for Best Group und 2013 den ROCKWiRED Radio Music Awards for Best Male Artist. Besonders bekannt sind seine Lieder Oil 4 Blood, AbOriginal, Born on the Rez und Hear My Cry. Der Inhalt seiner Lieder konzentriert sich auf das Leben im Indianer-Reservat.

## Belege
1. ↑  Famous Birthdays